# Constance Jones

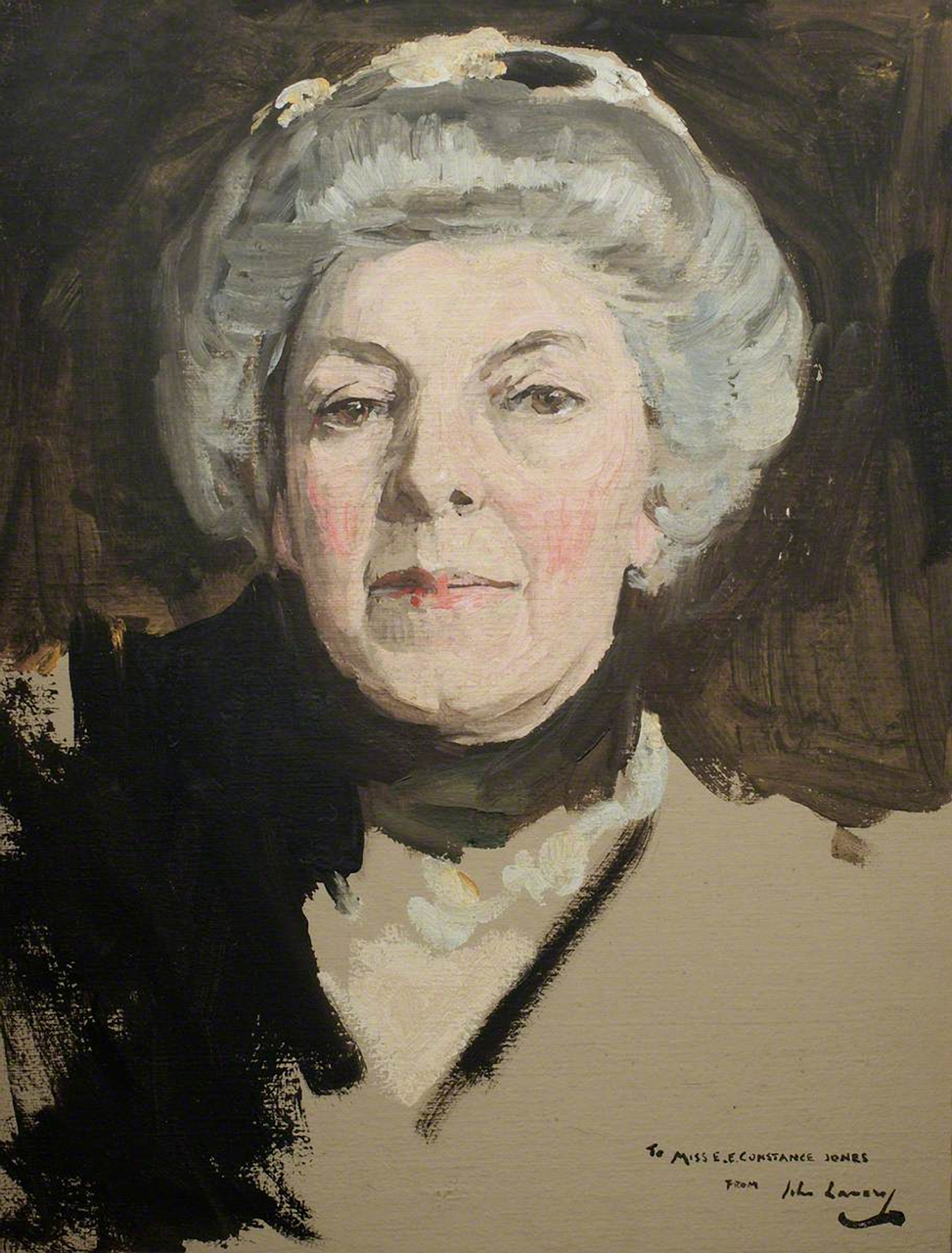
Constance Jones, porträtiert von John Lavery

Emily Elizabeth Constance Jones (* 19. Februar 1848 in Llangarron, Herefordshire, Vereinigtes Königreich; † 9. April 1922) bekannt als Constance Jones oder auch E.E. Constance Jones, war eine Englische Philosophin und Dozentin. Sie arbeitete in den Bereichen der Logik wie auch der Ethik und war 1903 bis 1916 Leiterin des Girton College, Cambridge.

## Leben und Karriere
Emily Elizabeth Constance Jones wurde auf Langstone Court, Llangarron, Herefordshire, als Tochter von John Jones und seiner Frau Emily, Tochter von Thomas Oakley JP aus Monmouthshire, geboren. Sie war das älteste von zehn Kindern. Jones wurde größtenteils zu Hause unterrichtet. Sie verbrachte ihre frühen Teenagerjahre mit ihrer Familie in Kapstadt, Südafrika, und als sie 1865 nach England zurückkehrten, besuchte sie für ein Jahr ein kleines Internat, Miss Robinson's, in Cheltenham.
Sie wurde von Miss Alice Grüner, einer ehemaligen Studentin des Newnham College, auf die Aufnahmeprüfung am Girton College in Cambridge in ihrem Zuhause in Sydenham, Kent, vorbereitet. 1875 begann sie ihr Studium am Girton, wo sie, inspiriert durch das Lesen von Henry Fawcetts Political Economy (1863) und Mills A System of Logic (1843), das Fach Moral Sciences Tripos wählte. Allerdings musste sie fast sofor samit wieder aufhören, um sich um eine Tante zu kümmern, bei der sie damals lebte. Ihre Studienzeit wurde erheblich unterbrochen, da die Ausbildung ihrer jüngeren Brüder Vorrang vor ihrer eigenen hatte, trotzdem wurde sie 1880 als "first class" in den Moral Sciences Tripos ausgezeichnet.
Vier Jahre später kehrte sie als Forschungsstudentin und Wohnheimdozentin für Moral Sciences nach Girton zurück. Nachdem sie bei Henry Sidgwick, James Ward und J.N. Keynes studiert hatte, vollendete sie die Übersetzung von Hermann Lotzes Mikrokosmus, welche ursprünglich von Elizabeth Hamilton begonnen wurde. Sie redigierte auch Henry Sidgwicks Methods of Ethics (1901) und seine Ethics of Green, Spencer, and Martineau (1902); und schrieb Elements of Logic (1890); A Primer of Logic (1905); A Primer of Ethics (1909); A New Law of Thought and its Logical Bearing (1911); Girton College (1913). Sie war von 1903 bis zu ihrem Ruhestand 1916 Leiterin des Girton College in Cambridge.
Constance Jones war eine der ersten Frauen, die sich 1892 der Aristotelian Society anschlossen und von 1914 bis 1916 im Exekutivkomitee der Gesellschaft tätig war. Sie war auch die erste Frau, von der bekannt ist, dass sie einen Vortrag vor dem Moral Sciences Club der Universität Cambridge gehalten hat. Am 1. Dezember 1899 sprach sie über James Wards Naturalism and Agnosticism, wobei der Philosoph Henry Sidgwick die Sitzung leitete. 1908 hielt sie am III. Internationalen Philosophenkongress in Heidelberg einen öffentlichen Vortrag, als eine von vier Frauen neben der Schweizerin Anna Tumarkin, der Französin Clarisse Coignet und der US-Amerikanerin Christine Ladd-Franklin. Ihre Ansichten galten als originell und beeinflussten ihre Kollegen. Sie widmete ihre Karriere der Entwicklung der Idee, dass kategoriale Aussagen aus einem Prädikat und einem Subjekt bestehen, die über Identität oder Nicht-Identität miteinander verbunden sind.

## Philosophie
Constance Jones’ bedeutendster Beitrag zur Philosophie lag im Bereich der Logik, und sie wurde von ihren zeitgenössischen Fachkollegen weithin als Autorität in diesem Bereich angesehen. Ihr Hauptwerk ist A New Law of Thought and its Logical Bearings (Cambridge, 1911). Sie war hauptsächlich mit der Bedeutung und Interpretation von Aussagen (Logik) befasst. G.F. Stout sagte über sie: "Sie hat einen guten Dienst geleistet, indem sie auf die Unterscheidung zwischen Interpretation aus der Sicht des Sprechers und des Hörers bestand". In ihrer Autobiografie schrieb Jones von einer frühen Faszination für Fragen zu Natur und Struktur des Inhalts: "Diese ungelöste Frage - was wird behauptet, wenn man eine Aussage macht, und was ist die angemessene Form der Aussage? - hatte mich seit meiner Studienzeit tief interessiert, als ich über die Darstellungen von Mill und Jevons zu Propositionen nachdachte."
Jones veröffentlichte mehrere Lehrbücher zur Logik und zahlreiche Artikel zu Logik und Ethik, insbesondere zum ethischen Hedonismus von Henry Sidgwick. Trotz ihres Beitrags zur analytischen Philosophie geriet sie jedoch weitgehend in Vergessenheit.

## Weiterführende Quellen
- Gary Ostertag: Emily Elizabeth Constance Jones. In Edward N. Zalta (Hrsg.): Stanford Encyclopedia of Philosophy.
- Works of E. E. Constance Jones. PhilPapers